# De Dion-Bouton Type EB
Der De Dion-Bouton Type EB ist ein Pkw-Modell aus den 1910er Jahren. Hersteller war De Dion-Bouton aus Frankreich.

## Beschreibung
Die Zulassung durch die nationale Zulassungsbehörde erfolgte am 12. November 1912. Vorgänger war der Type DL.
Der Vierzylindermotor hat 100 mm Bohrung, 140 mm Hub und 4398 cm³ Hubraum. Er war damals in Frankreich mit 25 Cheval fiscal (Steuer-PS) eingestuft. Er ist vorne im Fahrgestell montiert und treibt über ein Vierganggetriebe und eine Kardanwelle die Hinterräder an. Der Wasserkühler ist direkt vor dem Motor hinter einem deutlich sichtbaren Kühlergrill. Die Hinterachse ist eine De-Dion-Achse.
Die Basis bildet ein Pressstahlrahmen. Der Radstand beträgt 3500 mm und die Spurweite 1450 mm. Die Fahrzeuglänge betrug 4450 mm.
Am 2. April 1913 kam der Type EB 2 dazu. Er hat eine etwas andere Art der Kraftübertragung.
Bekannt sind Aufbauten als Tourenwagen.
Das Modell wurde bis 1913 produziert. Nachfolger wurden Type ET und Type EV, die am 9. Oktober 1913 ihre Zulassungen erhielten.
Der Type EI ist eine Variante mit dem gleichen Motor und ansonsten leicht abweichenden Daten. Es sind keine überlebenden Fahrzeuge bekannt.